# Базарнова Марія Антонівна
Марія Антонівна Базарнова (до шлюбу Гененко; 4 листопада 1924, Нові Санжари — 4 серпня 2023, Київ) — українська науковиця-гематолог, діагностка, педагогиня. Доктор медичних наук (1971), професор (1975). Дослідниця в галузях клінічної лабораторної діагностики, гематології, імунології, співавторка тритомного «Керівництва з клінічної лабораторної діагностики».
Протягом 25 років — наукова співробітниця та педагогиня Київського державного інституту удосконалення лікарів (1965—1990), з яких 17 років — завідувачка кафедри клінічної лабораторної діагностики. Авторка понад 100 наукових робіт, учениця професора Аарона Альтгаузена.

## Життєпис
Народилась 4 листопада 1924 року у селі Нові Санжари на Полтавщині.
У 1949 році закінчила педіатричний факультет Харківського медичного інституту. Відтоді ж — наукова співробітниця Харківського науково-дослідного інституту рентгенології, радіології та онкології. Виконувала наукові дослідження у діагностичній лабораторії під керівництвом професора Аарона Альтгаузена.
У 1957 році здобула науковий ступінь кандидата медичних наук, захистивши дисертацію на тему «Значение колебаний токсической зернистости нейтрофилов крови у больных раком шейки матки в процессе лучевой терапии». Відтоді ж — старша наукова співробітниця та завідувачка лабораторії Українського інституту переливання крові та невідкладної хірургії. У цей період вела активну роботу над майбутньою докторською дисертацією.
З 1965 року — доцентка кафедри клінічної лабораторної діагностики Київського державного інституту удосконалення лікарів. У 1971 році здобула науковий ступінь доктора медичних наук, захистивши дисертацію на тему «О значении некоторых гематологических и иммуногематологических показателей при системных показателях крови».
З 1973 року — завідувачка кафедри клінічної лабораторної діагностики. На цій посаді виступила співавторкою тритомного «Керівництва з клінічної лабораторної діагностики», яке було перевидане декілька разів та стало настольною книгою для наступних поколінь лікарів-діагностів.

Могила Марії Базарнової, Байкове кладовище

Авторка понад 100 наукових робіт. Наукова керівниця та консультантка близько 10 докторів та кандидатів наук, підготувала 30 ординаторів. Почесна президентка Всеукраїнської асоціації клінічної хімії та лабораторної медицини. Нагороджена медалями та значком «Відміннику охорони здоров'я».
У 1990-х—2000-х роках — лікарка закладів охорони здоров'я. У 2000-х роках вийшла на пенсію. Померла в Києві, на 99-му році життя, 4 серпня 2023 року. Була кремована, прах похований у колумбарії Байкового кладовища (50°25′5.52″ пн. ш. 30°30′11.62″ сх. д. / 50.4182000° пн. ш. 30.5032278° сх. д.).

## Науковий доробок (частковий)
- «Значение колебаний токсической зернистости нейтрофилов крови у больных раком шейки матки в процессе лучевой терапии»: дис. на соискание учен. степени кандидата мед. наук / М-во здравоохранения УССР. Харьк. мед. ин-т. — Харьков: [б. и.], 1957.
- «Методические рекомендации по лабораторному исследованию женского молока» [Текст] / М-во здравоохранения УССР ; [Сост. М. А. Базарнова, Т. Л. Сакун, З. Н. Гетте]. — Киев: б. и., 1979. — 20 с.; 20 см.
- «Руководство по клинической лабораторной диагностике» / [М. А. Базарнова, Т. Л. Сакун, Е. А. Захария и др.] ; Под ред. М. А. Базарновой. — Киев: Вища школа, 1981. — 26 см. Ч. 1. — Киев: Вища школа, 1981. — 310 с. : ил.
- «Руководство по клинической лабораторной диагностике» / Под ред. М. А. Базарновой. — Киев: Вища шк. — 26 см. Ч. 2 / [М. А. Базарнова, Т. Л. Сакун, Е. Н. Пекус и др.] / [М. А. Базарнова, Т. Л. Сакун, Е. Н. Пекус и др.]. — Киев: Вища шк., 1982. — 175 с. : ил.
- «Принципы гормональной кольпоцитодиагностики»: (Метод. рекомендации) / М-во здравоохранения УССР; [Составили М. А. Базарнова и др.]. — Киев: Б. и., 1985. — 21 с.; 20 см.
- «Цитологическая диагностика новообразований кожи»: (Метод. рекомендации) / М-во здравоохранения УССР; [Сост. Захария Е. А., Базарнова М. А.]. — Киев: Б. и., 1985. — 16 с.; 20 см.
- «Руководство по клинической лабораторной диагностике»: [Учеб. пособие для фак. и ин-тов усоверш. врачей] / под ред. М. А. Базарновой, В. Т. Морозовой. — Киев: Вища шк. — 25 см. Ч. 3: Клиническая биохимия / [М. А. Базарнова, З. П. Гетте, Л. И. Кальнова и др.]. — Киев: Вища шк, 1986. — 278,[1] с. : ил.
- «Руководство к практическим занятиям по клинической лабораторной диагностике» / [М. А. Базарнова и др.]; Под ред. М. А. Базарновой, В. Т. Морозовой. — Киев: Вища школа, 1988. — 317,[1] с. : ил.; 25 см.
- «Руководство по клинической лабораторной диагностике»: В 3 ч. / М. А. Базарнова и др.] ; Под ред. М. А. Базарновой, А. И. Воробьева. — 2-е изд., перераб. и доп. — Киев: Вища шк., 1990-. — 25 см. Ч. 1-2: Общеклинические, цитологические и гематологические методы исследования. — Киев: Вища шк., 1991. — 614,[1] с., [36] л. ил.
- «Руководство по клинической лабораторной диагностике»: [Учеб. пособие для ин-тов и фак. усоверш. врачей / М. А. Базарнова и др.] ; Под ред. М. А. Базарновой, В. Т. Морозовой. — 2-е изд., перераб. и доп. — Киев: Вища шк. — 25 см. Ч. 3: Клиническая биохимия. — Киев: Вища шк., 1990. — 318,[1] с. : ил.